# HM13
HM13 (англ. Histocompatibility minor 13) – білок, який кодується однойменним геном, розташованим у людей на короткому плечі 20-ї хромосоми. Довжина поліпептидного ланцюга білка становить 377 амінокислот, а молекулярна маса — 41 488.
| 10         |  | 20         |  | 30         |  | 40         |  | 50         |
| ---------- |  | ---------- |  | ---------- |  | ---------- |  | ---------- |
| MDSALSDPHN |  | GSAEAGGPTN |  | STTRPPSTPE |  | GIALAYGSLL |  | LMALLPIFFG |
| ALRSVRCARG |  | KNASDMPETI |  | TSRDAARFPI |  | IASCTLLGLY |  | LFFKIFSQEY |
| INLLLSMYFF |  | VLGILALSHT |  | ISPFMNKFFP |  | ASFPNRQYQL |  | LFTQGSGENK |
| EEIINYEFDT |  | KDLVCLGLSS |  | IVGVWYLLRK |  | HWIANNLFGL |  | AFSLNGVELL |
| HLNNVSTGCI |  | LLGGLFIYDV |  | FWVFGTNVMV |  | TVAKSFEAPI |  | KLVFPQDLLE |
| KGLEANNFAM |  | LGLGDVVIPG |  | IFIALLLRFD |  | ISLKKNTHTY |  | FYTSFAAYIF |
| GLGLTIFIMH |  | IFKHAQPALL |  | YLVPACIGFP |  | VLVALAKGEV |  | TEMFSYEESN |
| PKDPAAVTES |  | KEGTEASASK |  | GLEKKEK    |  |            |  |            |

A: Аланін

C: Цистеїн

D: Аспарагінова кислота

E: Глутамінова кислота

F: Фенілаланін

G: Гліцин

H: Гістидин

I: Ізолейцин

K: Лізин

L: Лейцин

M: Метіонін

N: Аспарагін

P: Пролін

Q: Глутамін

R: Аргінін

S: Серин

T: Треонін

V: Валін

W: Триптофан

Кодований геном білок за функціями належить до гідролаз, протеаз, фосфопротеїнів. 
Задіяний у такому біологічному процесі, як альтернативний сплайсинг. 
Локалізований у клітинній мембрані, мембрані, ендоплазматичному ретикулумі.